# Trisetaria dufourei
Trisetaria dufourei é uma espécie de planta com flor pertencente à família Poaceae. 
A autoridade científica da espécie é (Boiss.) Paunero, tendo sido publicada em Anales del Jardín Botánico de Madrid 9: 521. 1950.

## Portugal
Trata-se de uma espécie presente no território português, nomeadamente em Portugal Continental.
Em termos de naturalidade é endémica da Península Ibérica.

## Protecção
Não se encontra protegida por legislação portuguesa ou da Comunidade Europeia.